# Кранцберг
Кранцберг (њем. Kranzberg) општина је у њемачкој савезној држави Баварска. Једно је од 24 општинска средишта округа Фрајзинг. Према процјени из 2010. у општини је живјело 3.948 становника. Посједује регионалну шифру (AGS) 9178137.

## Географски и демографски подаци
Кранцберг се налази у савезној држави Баварска у округу Фрајзинг. Општина се налази на надморској висини од 483 метра. Површина општине износи 39,5 km². У самом мјесту је, према процјени из 2010. године, живјело 3.948 становника. Просјечна густина становништва износи 100 становника/km².

## Међународна сарадња
| Мјесто | Држава    | Врста сарадње | Од    |
| ------ | --------- | ------------- | ----- |
|        | Француска | партнерство   | 1971. |
| Извор  |           |               |       |